# Jalak Harupat Soreang-stadion
Het Stadion Si Jalak Harupat is een multifunctioneel (voetbal)stadion in Indonesië. Het ligt in de stad Soreang, in de West-Javaanse regio Bandung.
Het regentschap Bandung is eigenaar van het complex. Toen het op 26 april 2005 geopend werd, was dit het op een na grootste stadion in Indonesië, na het Gelora Bung Karno-stadion in de hoofdstad Jakarta. Het stadion is mede bedoeld voor bovenregionale wedstrijden en heeft een capaciteit van 40.000 plaatsen, terwijl de stad Soreang anno 2020 slechts 117.000 inwoners had. Vanwege schade door aardbevingen heeft het stadion al meerdere renovaties ondergaan.
Rond het veld ligt een atletiekbaan, maar het stadion wordt vooral gebruikt voor voetbalwedstrijden. Anno 2011 speelden de voetbalclubs Persikab Bandung en Persib Bandung hun thuiswedstrijden in het Si Jalak Harupat. In 2008 en 2009 speelde ook de voetbalclub Pelita Jaya FC in het stadion.
De naam Si Jalak Harupat heeft het stadion bij de opening gekregen, ter ere van de Indonesische politicus en vrijheidsstrijder Oto Iskandar di Nata. Raden Iskandar di Nata was afkomstig uit Bandung, is in 1945 vermoord en in 1973 uitgeroepen tot nationale held. Si Jalak Harupat was zijn bijnaam. Jalak is Indonesisch voor spreeuwen, in het Soendanees duidt de naam op een dapper persoon.

## Evenementen
- AFF Suzuki Cup 2008
- AFF Suzuki Cup 2010 (groepswedstrijden)